# Снокуалми (город)
Снокуалми (англ. Snoqualmie, /snoʊˈkwɔːlmi/) — город, расположенный рядом с одноимённым водопадом в округе Кинг, штат Вашингтон. По данным переписи 2010 года в Снокуалми проживало 10 670 человек.

## Географическое положение
По данным Бюро переписи населения США город имеет общую площадь в 16,86 км², в том числе, суша — 16,58 км² и вода — 0,28 км². Город расположен на высоте 124 метра над уровнем моря в 40 км от Сиэтла в горной гряде Саунд-Гринуэй (Каскадные горы) вблизи водопада Снокуалми.

## История
Поселение Снокуалми было основано в 1903 году и в том же году инкорпорировано. Название Snoqualmie происходит от языка лушуцид: в переводе с него s•dukʷalbixʷ означает «свирепые люди». Город был центром деревообрабатывающей индустрии и важным дорожным узлом в Каскадных горах. Строительство дороги US10 через Снокуалми и Фоллсити стимулировало экономику. Снокуалми — самый быстрорастущий город в штате Вашингтон — в 1997 году население составляло около 1500 человек, к 2010 году оно превысило 10000 человек.
В Снокуалми и в прилегающих городах были сняты многие виды для сериала Твин Пикс и фильма «Твин Пикс: Сквозь огонь».
В 2015 году журнал Time поставил Снокуалми на пятое место в списке лучших для проживания городов США. В 2019 году Снокуалми был признан газетой USA Today лучшим для жизни городом штата Вашингтон.

## Население

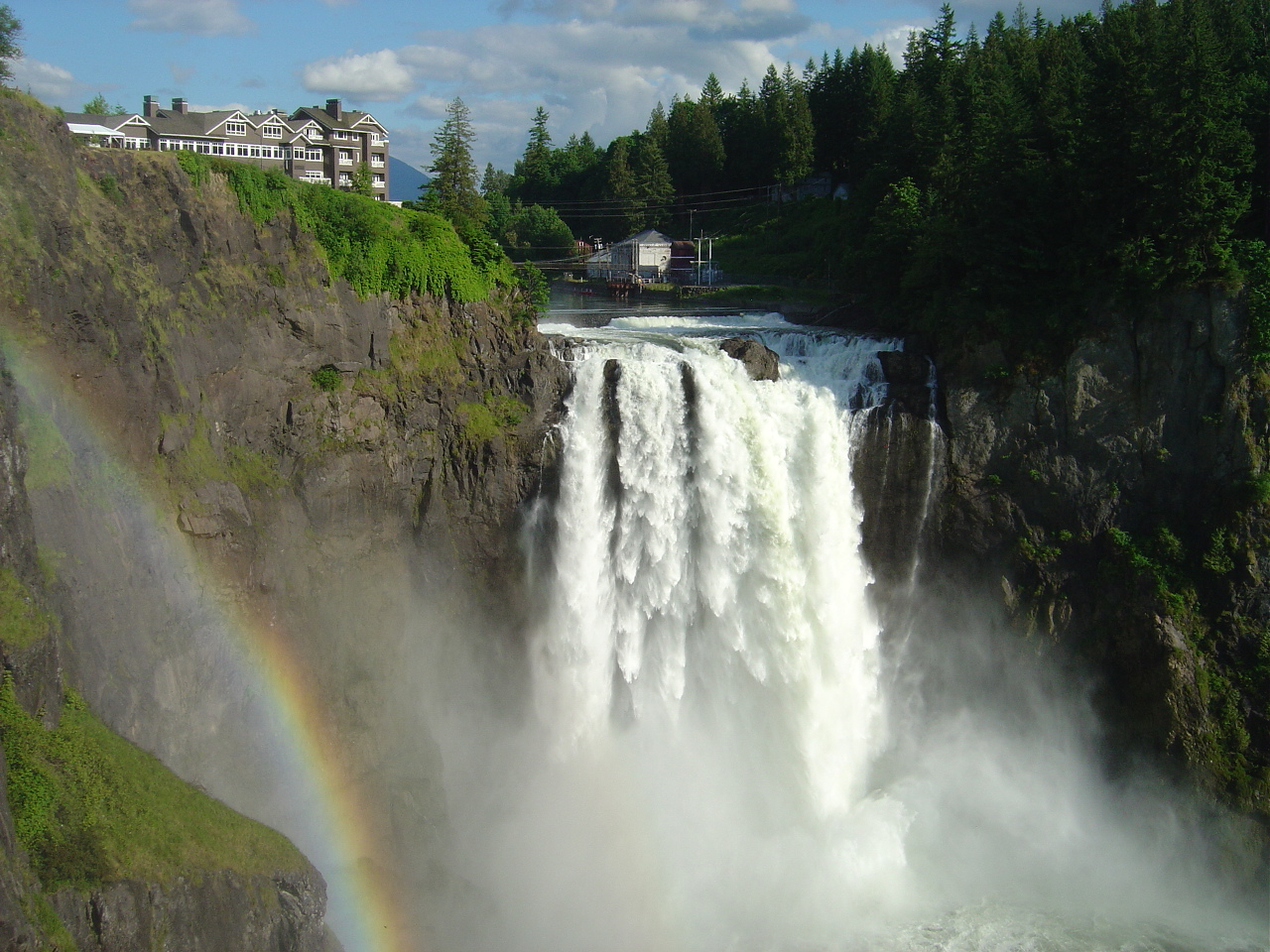
Водопад Снокуалми

По данным переписи 2010 года население Снокуалми составляло 10 670 человек (из них 50,0 % мужчин и 50,0 % женщин), в городе было 3547 домашних хозяйств и 2912 семей. На территории города было расположено 3761 постройки со средней плотностью 223 постройки на один квадратный километр суши. Расовый состав: белые — 83,3 %, афроамериканцы — 0,8, азиаты — 9,3 %, коренные американцы — 0,9 %.
Население города по возрастному диапазону по данным переписи 2010 года распределилось следующим образом: 35,0 % — жители младше 18 лет, 1,6 % — между 18 и 21 годами, 59,5 % — от 21 до 65 лет и 3,9 % — в возрасте 65 лет и старше. Средний возраст населения — 33,7 лет. На каждые 100 женщин в Снокуалми приходилось 99,8 мужчин, при этом на 100 совершеннолетних женщин приходилось уже 95,5 мужчин сопоставимого возраста.
Из 3547 домашних хозяйств 82,1 % представляли собой семьи: 71,3 % совместно проживающих супружеских пар (46,6 % с детьми младше 18 лет); 7,7 % — женщины, проживающие без мужей и 3,1 % — мужчины, проживающие без жён. 17,9 % не имели семьи. В среднем домашнее хозяйство ведут 3,01 человека, а средний размер семьи — 3,33 человека. В одиночестве проживали 13,1 % населения, 1,7 % составляли одинокие пожилые люди (старше 65 лет).

## Экономика
В 2014 году из 8299 человека старше 16 лет имели работу 6153. При этом мужчины имели медианный доход в 94 845 долларов США в год против 75 781 долларов среднегодового дохода у женщин. В 2014 году медианный доход на семью оценивался в 132 140 $, на домашнее хозяйство — в 124 264 $. Доход на душу населения — 47 576 $ в год.

## Города-побратимы
- Канджин, Южная Корея
- Чаклакайо, Перу